# Kostelec u Holešova
Kostelec u Holešova (in tedesco Kosteletz bei Holleschau) è un comune della Repubblica Ceca facente parte del distretto di Kroměříž, nella regione di Zlín.